# Francisco Huaiquipán
Francisco Anderson Huaiquipán Castillo (Santiago, 10 de octubre de 1978) es un exfutbolista chileno que jugó como centrocampista. Es conocido por registrar el regate «falsa rabona» en 2002.

## Trayectoria
Comenzó su carrera el año 1996 en Magallanes a la edad de 18 años. Durante el año 2000 estuvo cedido en Provincial Osorno de la Primera División.
En 2002, se sumó a las filas de Colo-Colo, equipo con el cual se consagró campeón del Torneo Clausura en medio de su mayor crisis económica. Aquella temporada fue protagonista del título obtenido junto a jugadores como Marcelo Barticciotto y Marcelo Espina, destacando su gol convertido a Universidad de Chile durante el superclásico chileno. Sin embargo a principios de 2003 regreso del préstamo a Magallanes, debido a diferencias con el D.T Jaime Pizarro y problemas en la renovación del préstamo.Pese a ofertas del Colón argentino, se mantuvo ese año en el conjunto carabelero. En 2004 fue anunciado su regreso al cuadro popular en la Noche Alba.Sin embargo, en su segundo paso por el equipo albo no logró el mismo éxito que el primero, siendo suspendido por su entrenador por escupir durante un partido al jugador de Huachipato Héctor Mancilla, y luego por el Tribunal de Disciplina de la ANFP por el mismo hecho.
Tras la renuncia de Jaime Pizarro al banco albo, la llegada de Ricardo Dabrowski no mejora su situación, y tras una discusión con el entrenador y su cuerpo técnico, deja el club colocolino. Tras un fallido traspaso al fútbol de Corea del Sur, a mediados de 2004 firmó contrato con el equipo mexicano Atlante, incorporándose posteriormente a su filial Potros Neza.
Tras un fracasado paso por México, finalmente vuelve a Chile en 2005 para fichar en Everton y disputar el Torneo Apertura. Tras no asistir a entrenar y faltar a un partido, fue despedido en mayo. A mediados de ese año firmó por Unión San Felipe, también de la Primera División de ese país.
Luego de jugar en Rangers todo el 2006, el año siguiente recala en Santiago Morning de la Primera B. En aquel equipo fue titular y consiguió el ascenso a Primera División tras ganar la liguilla de promoción.
En diciembre de 2008 se desvinculó de Santiago Morning y fichó en Deportes Antofagasta, cuadro recién descendido a Segunda en la época. No obstante, durante su estancia en el cuadro de la región homónima, el 14 de agosto de 2009, protagonizó una pelea con el entrenador del equipo Hernán Ibarra, siendo posteriormente marginado del plantel.
Tras un paso por San Marcos de Arica, dónde terminó renunciando, un regreso a Santiago Morning durante 2010 -en el que además jugó con su equipo de futsal el Campeonato Nacional de Futsal de la ANFP-, y de un infructuoso contrato con el club indonesio Persik Kediri en 2011, se retiró del fútbol a los 32 años. Realizó su despedida del fútbol profesional con un partido con jugadores de Colo Colo en enero de 2014. Vuelve al fútbol en mayo de 2018 por Artsul de Brasil.

## Apariciones en televisión
En enero de 2012 ingresó al reality show Mundos opuestos de Canal 13, en donde permaneció cerca de 40 días, cuando debió renunciar al programa acusando problemas en su espalda. Seis meses más tarde, volvió a entrar a otro reality llamado Amazonas, emitido por Chilevisión.
En enero de 2016, el exfutbolista ingresó al reality ¿Volverías con tu ex? de Mega, donde ingresó para conquistar a su exmujer, Mitzi Bustos.
Programas
| Año  | Programa                    | Rol                                                          | Canal       |
| ---- | --------------------------- | ------------------------------------------------------------ | ----------- |
| 2012 | Mundos opuestos             | Participante (abandona)                                      | Canal 13    |
| 2012 | Amazonas                    | Participante (3.er lugar compartido/Semifinalista eliminado) | Chilevisión |
| 2013 | Baila! Al ritmo de un sueño | Participante (3.er eliminado)                                | Chilevisión |
| 2016 | ¿Volverías con tu ex?       | Participante (3.er eliminado)                                | Mega        |

## Causa judicial
En septiembre de 2021, Huaiquipán fue detenido intentando ingresar drogas al Centro de Cumplimiento Penitenciario Colina 1. Tras ser formalizado por el delito de tráfico de drogas, el Juzgado de Garantía de Colina ordenó dejarlo en prisión preventiva. Sin embargo, la medida fue revisada con posterioridad y Huaiquipán quedó sujeto a arresto domiciliario total y arraigo nacional. Tras reconocer los cargos en su contra, recibió una condena de 3 años de libertad vigilada y una multa cercana a los 300 mil pesos.

## Clubes
| Club                         | País      | Año       |
| ---------------------------- | --------- | --------- |
| Magallanes                   | Chile     | 1996-2003 |
| → Provincial Osorno (cedido) | Chile     | 2000      |
| → Colo-Colo (cedido)         | Chile     | 2002      |
| Colo-Colo                    | Chile     | 2004      |
| Atlante                      | México    | 2004      |
| → Potros Neza (cedido)       | México    | 2004      |
| Everton                      | Chile     | 2005      |
| Unión San Felipe             | Chile     | 2005      |
| Rangers                      | Chile     | 2006      |
| Santiago Morning             | Chile     | 2007-2008 |
| Deportes Antofagasta         | Chile     | 2009      |
| San Marcos de Arica          | Chile     | 2010      |
| Santiago Morning             | Chile     | 2010      |
| Persik Kediri                | Indonesia | 2011      |
| Artsul Futebol Clube         | Brasil    | 2018      |

## Campeonatos

### Campeonatos nacionales
| Título           | Equipo    | País  | Año    |
| ---------------- | --------- | ----- | ------ |
| Primera División | Colo-Colo | Chile | 2002-C |